# Драгутин Лојен
Драгутин Лојен (19. мај 1919 — 2. јануар 1999) био је југословенски и хрватски фудбалер.

## Каријера
Играо је на позицији одбрамбеног играча, био је познат по доброј игри главом и својој пожртвованости на терену. Наступао је за загребачки ХАШК (1941–45), а потом и за Динамо (1945–48), за који је укупно одиграо 41 утакмицу и постигао пет погодака.
У дресу репрезентације Југославије одиграо је три утакмице; први пут наступио 1946. против Чехословачке (4:2) у Београду, последњи пут исте године против Румуније у Тирани (резултат 1:2).